# Schottisch (Tanz)
Mit Schottisch wird ein europaweit verbreiteter Paartanz bezeichnet sowie eine polkaartige Paartanz-Variante in Deutschland. In den Tanztraditionen vieler Länder werden Varianten des Schottisch unter eigenen Namen als Volkstanz angesehen, so in Deutschland und Österreich  als Rheinländer  oder Bayrisch-Polka, ebenso in der Schweiz oder Schweden.

## Herkunft
Der Name „Schottisch“ leitet sich vermutlich von der Ecossaise (Schottischer Walzer) her. Er war schon um 1810 bekannt. Ein Vorläufer ist der vor 1800 in ganz Deutschland verbreitete „Hopser“.

## Formen
In verschiedenen Regionen werden unter dem Namen „Schottisch“ recht verschiedene Tanzformen bezeichnet: Rheinländerformen (auch in Schweden), Bayrisch-Polka, in manchen Gegenden wird auch ein langsamer Polka-Rundtanz mit oder ohne Aufhüpfen „Schottisch“ genannt.
Grundschritt ist ein dem Polkaschritt ähnlicher Wechselschritt mit oder ohne anschließendem Hüpfer.

## Tanzbeschreibungen

### Die europaweit verbreitete Choreografie
Die folgende Tanzbewegung ist in weiten Teilen Europas unter dieser Bezeichnung belegt, von russisch шотиш zu spanisch Chotis über englisch schottische oder französisch scottish.
- Takt 1: 1 Wechselschritt mit dem linken Fuß beginnend nach links (für den Herren, die Dame gegengleich)
- Takt 2: 1 Wechselschritt mit dem rechten Fuß beginnend nach rechts (für den Herren)
- Takt 3–4: in Paarfassung mit 4 Schritten im Uhrzeigersinn drehen (der Herr links beginnend)

Vergleiche die Beschreibung des „Schotten“-Tanzens aus Gößl durch Konrad Mautner von 1919: 

„Der Schotten wird folgendermaßen getanzt: Tänzer und Tänzerin steheneinander gegenüber, machen drei Schritte seitlich von einander, drei Schritt zueinander, umfassen einander und drehen sich durch zwei Tacte gemeinsam. Die drei Schritte von einander werden von den Tänzern auch sprungartig sich zusammenkauernd oder mit den Absätzen laut stampfend ausgeführt, manche wiegen den Oberleib dabei oder drehen sich um ihre eigene Achse. Wir haben es hier wohl mit einer ländlich derberen Abart des von Städtern übernommenen ‚Schottisch‘‘ zu thun.“

Vergleiche Bayrisch-Polka in Bayern und Österreich.

### Die in Teilen Deutschlands so bezeichnete Choreografie
Aenne Goldschmidt beschreibt den Schottisch so:

„Der Schottisch-Rundtanz besteht aus einer sich immer gleich wiederholenden 2taktigen Drehfigur zu Paaren. Eine ganze Umdrehung erfordert zwei Schottisch-Schritte mit je einer halben Umdrehung.“

Zum „Schritt“ (meinend eine Folge von Schritten) gibt sie an:
- 1.–3. Achtel = 1 Wechselschritt
- 4. Achtel = leichtes Heben und Durchführen des Spielbeines zum neuen Schrittansatz.

Die Schottisch-Schritte werden wechselseitig getanzt.

Bereits Goldschmidt bemerkt: 

„Der Schottisch-Schritt kommt in der Volkstanzliteratur oft unter den Bezeichnungen Polka-, Rheinländer-, oder einfach Wechselschritt vor.“

Eine klare Abgrenzung zu dem, was in weiten Teilen Europas als Polka bezeichnet wird, ist kaum möglich.

### Ungarisch Schottisch
Im Umkreis von Wien, im Raum zwischen Gmünd, Bratislava und Puchberg am Schneeberg wurden etliche Tänze mit dem sogenannten Schottischtupftritt überliefert, die alle „Schottisch“ genannt werden. Sie sind auf einen gemeinsamen Ursprung, genannt „Ungarisch Schottisch“ zurückzuführen. Einer davon ist der „Schottische aus Gmünd“ im nordöstlichen Waldviertel, der 1934 von Hans Schölm aufgezeichnet wurde.
Ausgangsstellung: Die Tanzenden stehen einander gegenüber, Einhandfassung rechts, Tänzer mit dem Rücken zur Kreismitte. Bei jedem Takt beginnt der Tänzer mit dem linken und die Tänzerin mit dem rechten Fuß.
- Takt 1: Zwei seitliche Nachstellschritte in die Tanzrichtung.
- Takt 2: Schottischtupftritt, Tänzer mit dem linken Bein, Tänzerin mit dem rechten Bein: Vortupfen, Seittupfen, Beistellen.
- Takt 3: Der Tänzer macht mit vier Gehschritten eine ganze Drehung nach links und die Tänzerin nach rechts. Dabei die Handfassung lösen und nach der Drehung wieder fassen.
- Takt 4: Wiederholung des zweiten Taktes.
- Takt 5–8: Wiederholung der Takte 1–4.

### Highland Schottische
Der Tanz findet sich seit dem 19. Jahrhundert auch in Schottland, sowohl als Paartanz (Ceilidh-Dance) als auch als Figur im Scottish Country Dance. Bemerkenswert ist, dass die Schotten die deutsche Schreibweise übernommen haben.
Ceilidh-Dance, Aufstellung: Paare im Kreis, Damen außen, Herren innen, gewöhnliche Tanzhaltung
- Takt 1–2: Herren mit linken Fuß, Damen mit rechtem: zur Seite strecken (2nd position), vor das Schienbein (3rd aerial), zur Seite (2nd), hinter die Wade (3rd rear aerial). Dabei jeweils Hüpfer auf dem Standbein.
- Takt 3–4: Schritt mit dem bisherigen Spielbein zur Seite, anderen Fuß hinten ansetzen (3rd position), wieder Schritt mit dem ersten Fuß, schließen mit dem anderen Fuß hinter der Wade (3rd rear aerial), dabei wieder ein Hüpfer auf dem Standbein („step, close, step, hop“).
- Takt 5–8: Wiederholung der Takte 1–4 mit dem anderen Bein
- Takt 9–10: Wiederholung der Takte 3–4
- Takt 11–12: Wiederholung der Takte 7–8
- Takt 13–16: Polka („step, hop, step, hop“) mit Drehung im Uhrzeigersinn

Die Takte 1–4 entsprechen dabei ziemlich genau dem „Highland Schottische Setting“ im Scottish Country Dance. Die Angaben der Fußpositionen sind die im Scottish Country Dance und Highland Dancing üblichen.